# Две догмы эмпиризма
Две догмы эмпиризма (англ. Two Dogmas of Empiricism) — одна из основополагающих работ аналитической философии, написанная Уиллардом Куайном в 1951, содержавшей критику ряда основополагающих неопозитивистских идей, усилило в США интерес к новым тенденциям в аналитической философии, привнесло в последнюю элементы прагматизма.
- Первая догма эмпиризма — это разграничение двух видов истин аналитических, то есть исходящих из содержания понятий, и синтетических, основывающихся на фактах. Помимо Канта, которого нельзя отнести к эмпиризму, эти истины различал Альфред Айер.
- Вторая догма эмпиризма — это редукционизм (англ. reductionism), согласно которому каждое осмысленное предложение эквивалентно некоторой конструкции из терминов, указывающих на непосредственный чувственный опыт субъекта.

Источник этих «догм» Куайн видел в ошибочной установке рассматривать изолированные предложения, отвлекаясь от их роли в контексте языковой системы или теории. Куайн ссылается на пример Фреге с Вечерней и Утренней Звездой, которые имеют один предмет (thing), но разные обозначения (term) и значения (meaning). При этом отождествление Утренней и Вечерней Звезды исключительно синтетическое, результат астрономических наблюдений.

Вещи имели сущности для Аристотеля, но только лингвистические формы имеют значения. Значение есть то, чем становится сущность, когда её разводят с объектом и сочетают со словом
Оригинальный текст (англ.)Things had essences, for Aristotle, but only linguistic forms have meanings. Meaning is what essence becomes when it is divorced from the object of reference and wedded to the word

По Куайну, проверке в науке подлежит система взаимосвязанных предложений теории (то, что Кун позже назовет парадигмой), а не отдельные предложения, гипотезы. И эти всеобъемлющие научные теории являются человеческими конструктами (man-made fabric), опосредованно взаимодействующими с опытом. Однако переоценка (re-evaluation) одних эмпирических высказываний вызывает коррекцию всей теории. Этим объясняются устойчивость теории как таковой при столкновении её с опытом, её способность к самокоррекции на основе соглашений ученых. Поэтому теоретические (аналитические) истины существуют в тесной и неразрывной взаимосвязи с практическими (синтетическими). Куайн не видел принципиальной разницы между богами Гомера (Homer’s gods) и физическими объектами (physical objects) с точки зрения эпистемологии, но обнаруживал разницу с точки зрения прагматики.

## Цитаты
- Наши высказывания (statements) о внешнем мире (external world) сталкиваются с трибуналом чувственного опыта (sense experience) не поодиночке, но исключительно в виде связного целого (corporate body).
- Ни одно высказывание не гарантировано от переосмысления (no statement is immune to revision)
- Миф о физических объектах эпистемологически превосходит большинство других мифов в том отношении, что он оказался более эффективным, чем другие мифы, в качестве устройства для выработки поддающейся управлению структуры потока (flux) опыта
- Наука — это продолжение здравого смысла (Science is a continuation of common sense)
- Граница между энергией и материей является устаревшей (obsolete)